# Öppna era hjärtan-talet

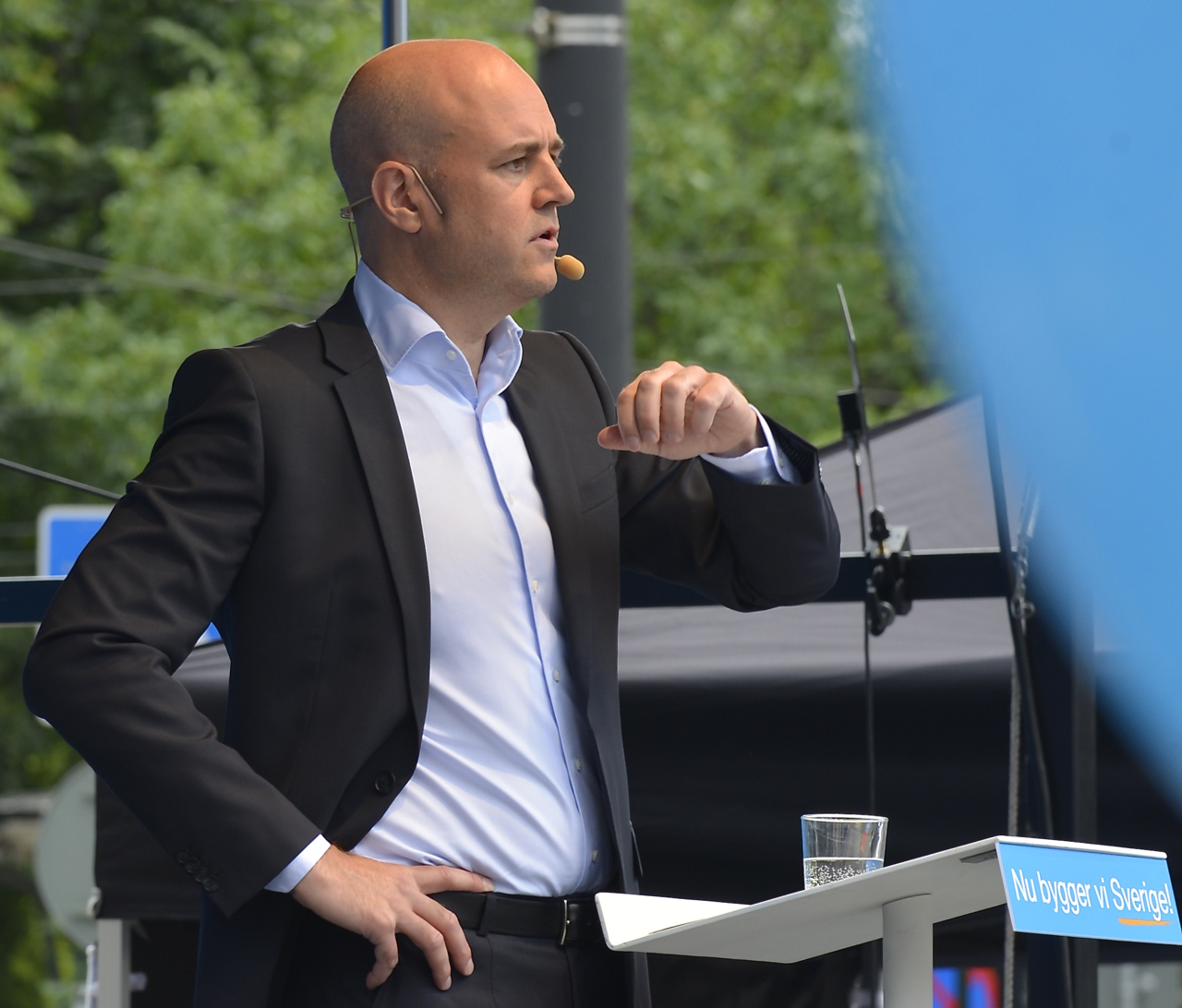
Fredrik Reinfeldt håller talet "Öppna era hjärtan".

Öppna era hjärtan-talet kallas ett sommartal som hölls den 16 augusti 2014 vid Norrmalmstorg, av den svenske politikern Fredrik Reinfeldt (M), som då var statsminister. 
Den formulering som gett talet dess namn fanns i ett stycke som påminde om flyktingmottagningen under jugoslaviska krigen, där Reinfeldt vädjade till svenska folket att ha tålamod med de påfrestningar som väntades på grund av de flyktingströmmar som förväntades under kommande år:
| ” | Jag vill påminna er om att vi är en nation som har stått upp och varit öppna förr i tider då människor har utstått svår prövning. Vi har nu människor som flyr i antal som liknar det vi hade under Balkankrisen i början av 1990-talet. Nu vädjar jag till svenska folket om tålamod, om att öppna era hjärtan för att se människor i stark stress med hot mot det egna livet som flyr, flyr mot Europa, flyr mot frihet, flyr mot bättre förhållanden. | „ |

Fredrik Reinfeldt har kommenterat talet och de reaktioner som följde på det i sin memoarbok Halvvägs, där han bland annat sammanfattar sin statsministertid. Han skriver där att han ville få människor att lyfta blicken och se att bland de som flyr till Sverige finns "kapabla människor, redo att starta ett nytt liv och som vill anstränga sig för att förstå sitt nya hemland och lära sig det språk som talas". Reinfeldt skriver om bakgrunden, att flyktingsituationen i världen var den värsta sedan andra världskriget, med krig, förtryck och förföljelse nära Europas gränser. Migrationsverket hade höjt sin prognos för asylmottande till 80 000 personer och inflödet väntades vara stort i flera år. Han pekade i talet på att detta skulle få konsekvenser för Sverige. "Det börjar med asylprocessen, blir därefter en fråga om integration. Med rätt att stanna men med frågor kring på vilket sätt. Då behövs skolor, bostäder och jobb.":309-310 Han skriver vidare i boken att hans avsikt var att "vädja till svenska folket om en förestående ansträngning som krävde förändringar bland annat i reglerna för hur vi bygger". "Det var helt enkelt en förändring av vår verklighet som vi behövde förbereda oss för".:318
Av dem som röstat på Moderaterna 2010 röstade ungefär 8 procent på Sverigedemokraterna 2014. Tidigare moderatväljare utgjorde ungefär en tredjedel av Sverigedemokraternas röster. Totalt fick Sverigedemokraterna runt 12,9 procent av rösterna i valet i september samma år och blev Sveriges tredje största parti. Att Sverigedemokraterna hade framgång har delvis härletts till Öppna era hjärtan-talet. Det finns de som menar att genom att uppmärksamma kostnaderna av flyktingmottagande gav Reinfeldt Sverigedemokraterna rätt.
I talet sade Reinfeldt bland annat att flyktingmottagandet skulle minska reformutrymmet i statsbudgeten. Talet handlade också om moderat politik. Ämnen som togs upp var bland annat skola, sysselsättning, jämställdhet, bostadsbygge och partiutveckling. Talet skrevs av Moa Berglöf som var Fredrik Reinfeldts talskrivare under dennes åtta år som statsminister. 